# Kolonie Pełczyskie
Kolonie Pełczyskie est une localité polonaise de la gmina de Złota, située dans le powiat de Pińczów en voïvodie de Sainte-Croix.